# فوتالاوفكين (بحيرة)
بحيرة فوتالاوفكين Lago Futalaufquen هي بحيرة كبيرة في مقاطعة تشوبوت في الأرجنتين. وهي إحدى بحيرات نهر فوتاليوفو في الأرجنتين والتي تتدفق عبر بحيرة إيلتشو ونهر إيلتشو إلى المحيط الهادئ في تشيلي.
تقع البحيرة في جبال الأنديز داخل متنزه لوس أليرسيس الوطني.
اشتق اسمها من لغة مابوتشي وتعني فوتا «رائعة» وتعني لاوفكين «البحيرة».
يقع طريق سريع على طول الجانب الشرقي للبحيرة. وتوجد العديد من المنشآت السياحية. ويعتبر صيد سمك السملون المرقط من الأنشطة الجذابة في البحيرة.